# 5681 Bakulev
5681 Bakulev è un asteroide della fascia principale. Scoperto nel 1990, presenta un'orbita caratterizzata da un semiasse maggiore pari a 2,1999539 UA e da un'eccentricità di 0,1893330, inclinata di 5,19680° rispetto all'eclittica.